# Michael Seymour
Michael Edmund Seymour (1932 – 9 de diciembre de 2018) fue un diseñador de producción británico. Ganó el Premio BAFTA y fue nominado al Óscar al mejor diseño de producción por su trabajo en Alien: el octavo pasajero (Alien) de 1979. Seymour murió el 9 de diciembre de 2018 a los 86 años.

## Premios y nominaciones
Premios Óscar
| Año  | Categoría                  | Trabajo nominado          | Resultado |
| ---- | -------------------------- | ------------------------- | --------- |
| 1980 | Mejor diseño de producción | Alien: el octavo pasajero | Nominado  |